# Doljevac
Doljevac (serbocroata cirílico: Дољевац) es un municipio y villa de Serbia perteneciente al distrito de Nišava del sureste del país.
En 2011 tiene 18 463 habitantes, de los cuales 1657 viven en la villa y el resto en las 15 pedanías del municipio. La mayoría de la población se compone étnicamente de serbios (17 008 habitantes), existiendo una importante minoría de gitanos (1218 habitantes).
Se ubica unos 10 km al sur de Niš, sobre la carretera 158 que lleva a Leskovac y a orillas del río Morava meridional.

## Pedanías
Junto con Doljevac, pertenecen al municipio las siguientes pedanías:
| - Belotinac - Klisura - Knežica - Kočane - Malošište - Mekiš - Orljane - Perutina | - Pukovac - Rusna - Ćurlina - Čapljinac - Čečina - Šajinovac - Šarlince |